# Première flotte des États-Unis
Pour les articles homonymes, voir 1re flotte.
La Première flotte des États-Unis (United States First Fleet) est une unité de la marine des États-Unis active de 1946 au 1er février 1973 dans l'océan Pacifique occidental dans le cadre de la Flotte du Pacifique. En 1973, elle est dissoute et ses fonctions sont transférées à la Troisième flotte.

## Commandants
- Amiral Raymond Spruance (5 août 1943 au 8 novembre 1945)
- Amiral John H. Towers (8 novembre 1945 à 1918 janvier 1946)
- Le vice-amiral Frederick C. Sherman (18 janvier - 3 septembre 1946)
- Le vice-amiral Alfred E. Montgomery (5 septembre 1946-1914 août 1947)
- Le vice-amiral George D. Murray (14 août 1947-août 1948)
- Le vice-amiral T. Laurence DuBose (août 1948 au 8 janvier 1949)
- Le vice-amiral Gerald F. Bogan (8 janvier 1949 au 1er février 1950)
- Le vice-amiral Harold M. Martin (15 février-28 mars 1951)
- Le vice-amiral Arthur D. Struble (28 mars 1951 à 1924 mars 1952)
- Le vice-amiral Joseph J. Clark (24 mars - 20 mai 1952)
- Le vice-amiral Ingolf N. Kiland (20 mai - 16 juillet 1952)
- Le vice-amiral Ralph A. Ofstie (16 juillet 1952 à 1923 février 1953)
- Le vice-amiral Harold M. Martin (23 février - 1er octobre 1953)
- Le vice-amiral William K. Phillips (1er octobre 1953 au 1er août 1955)
- Le vice-amiral Herbert G. Hopwood (1er août 1955 à 1918 juin 1956)
- Le vice-amiral Robert L. Dennison (18 juin 1956 à 1923 juillet 1958)
- Le vice-amiral Ruthven F. Libby (23 juillet 1958 à 1930 avril 1960)
- Le vice-amiral U. S. Grant Sharp Jr. (30 avril - 14 juillet 1960)
- Le vice-amiral Charles L. Melson (14 juillet 1960 à 1912 avril 1962)
- Le vice-amiral Frank Virden (12 avril - 5 mai 1962)
- Le vice-amiral Robert T. Keith (5 mai 1962 à 1911 décembre 1963)
- Le vice-amiral Paul D. Stroop (5 mai 1962 à 1925 janvier 1964)
- Le vice-amiral Ephraïm P. Holmes (25 janvier - 18 juillet 1964)
- Le vice-amiral Lawson P. Ramage (18 juillet 1964 à 1929 juillet 1966)
- Le vice-amiral Bernard F. Roeder (29 juillet 1966 à 1930 septembre 1969)
- Le vice-amiral Isaac C. Kidd, Jr. (30 septembre 1969 au 1er août 1970)
- Le vice-amiral Raymond E. Peet (1er août 1970-1915 mai 1972)
- Le vice-amiral Nels B. Johnson (15 mai - 17 juillet 1972)
- Le vice-amiral James F. Calvert (17 juillet 1972 au 30 janvier 1973)